# NGC 5798
NGC 5798 es una galaxia irregular (Im) localizada en la dirección de la constelación de Bootes. Posee una declinación de +29° 58' 05" y una ascensión recta de 14 horas, 57 minutos y 37,9 segundos.
La galaxia NGC 5798 fue descubierta el 16 de mayo de 1784 por William Herschel.